# RT-20P

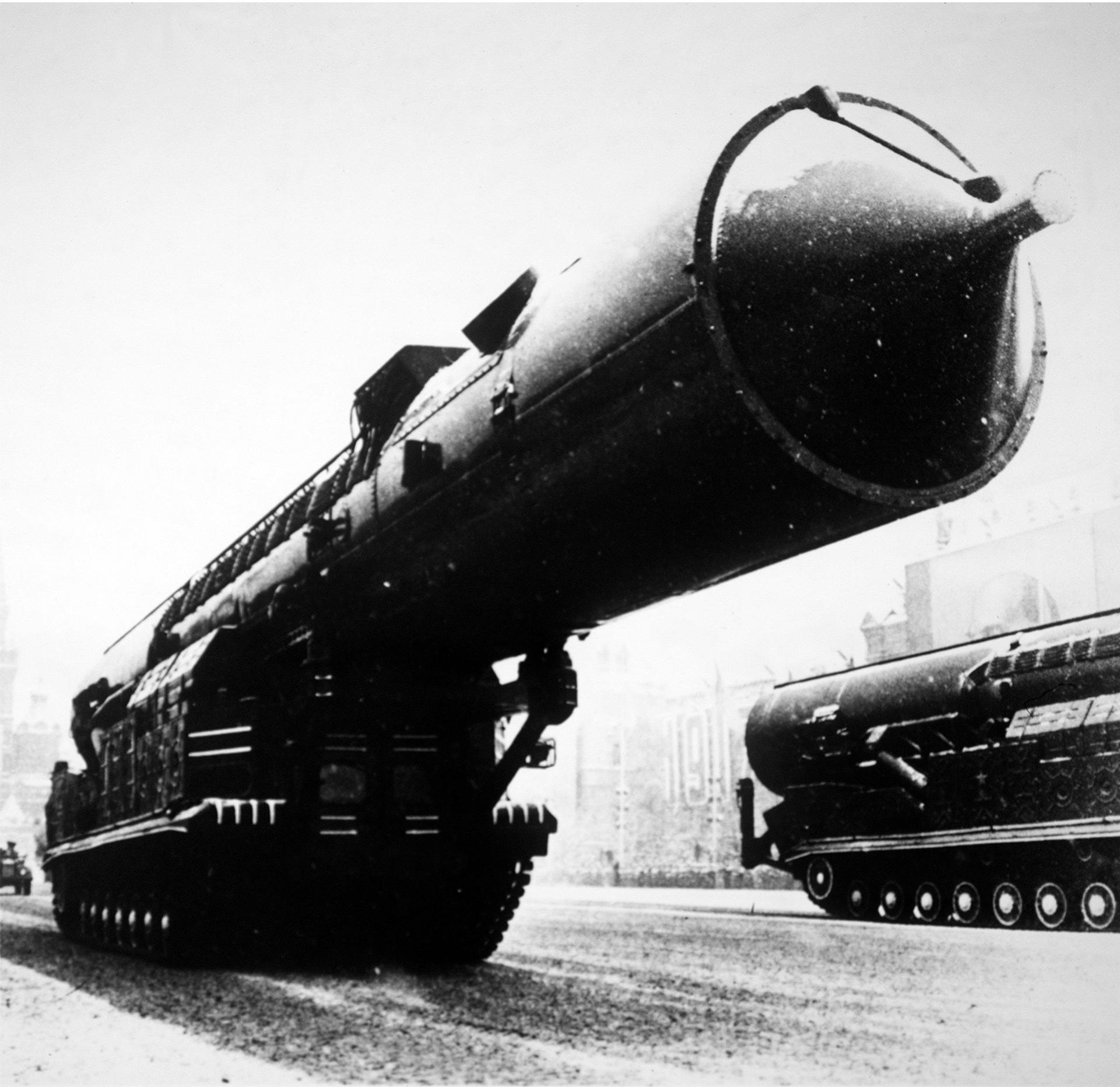

RT-20P는 소련 최초의 이동식 ICBM이다. 그러나 실전배치는 되지 않았다. 나토 코드명은 SS-15 스쿠르지이다.

## 역사
1961년부터 1969년까지 9년간 개발했다. 1967년 9월 27일, 최초발사했다.
1단은 고체연료, 2단은 액체연료를 사용한다.
2010년 최신형인 RS-24 야르스를 실전배치했다. 소련 최초의 이동식 ICBM RT-20P가 무게 30톤인데, 야르스는 49톤이다.

## 버전
- 가벼운 모델: 탄두중량 545 kg, 550 kt 핵탄두, 사거리 11000 km
- 무거운 모델: 탄두중량 1410 kg, 1.5 Mt 핵탄두, 사거리 7000-8000 km

## 같이 보기
- 미사일 목록
- 우주발사체 목록